# Édith Cressonová
Édith Cressonová (rodným jménem Campionová, * 27. leden 1934 Boulogne-Billancourt) je francouzská sociálnědemokratická politička. V letech 1991–1992 byla, jakožto první a do roku 2022 jediná žena, premiérkou Francie. Byla představitelkou Socialistické strany.
Zastávala i řadu dalších vládních funkcí: ministryně zemědělství (1981-1983), ministryně zahraničního obchodu a turismu (1983-1986), ministryně evropských záležitostí (1988-1990). V letech 1995-1999 byla evropskou komisařkou pro výzkum a vzdělání.
Její vláda se vyznačovala mimořádně nízkou popularitou. Ona sama též proslula řadou kontroverzních výroků, například o Japoncích (označila je za "žluté mravence pokoušející se ovládnout svět") nebo o Angličanech (prohlásila, že každý čtvrtý Angličan je homosexuál).
Roku 2003 byla obviněna z korupce, jíž se měla dopustit ve funkci eurokomisařky. Stala se tak prvním eurokomisařem obviněným z takto závažného zločinu.